# World Doubles Championships 1975 - Doppio
Il doppio del World Doubles Championships 1975 è stato un torneo di tennis facente parte del Women's International Grand Prix 1975.
Margaret Court e Virginia Wade hanno battuto in finale Rosie Casals e Billie Jean King con il punteggio di 6–7, 7–6, 6–2.

## Teste di serie
1. Rosie Casals /  Billie Jean King (finale)
2. Françoise Dürr /  Betty Stöve (semifinali)

1. Lesley Hunt /  Martina Navrátilová (semifinali)
2. Margaret Court /  Virginia Wade (Campionesse)

## Tabellone

### Legenda
| - Q = Qualificato - WC = Wild card - LL = Lucky loser | - ALT = Alternate - SE = Special Exempt - PR = Protected Ranking | - w/o = Walkover - r = Ritirato - d = Squalificato |

|  | Primo turno | Primo turno                    | Primo turno                    | Primo turno | Primo turno |  |  | Semifinali | Semifinali                    | Semifinali | Semifinali                   | Semifinali |   |   | Finale | Finale                        | Finale | Finale | Finale |  |
|  |             |                                |                                |             |             |  |  |            |                               |            |                              |            |   |   |        |                               |        |        |        |  |
|  | 1           | Rosie Casals Billie Jean King  | Rosie Casals Billie Jean King  | 6           | 6           |  |  |            |                               |            |                              |            |   |   |        |                               |        |        |        |  |
|  |             | Brigitte Cuypers Helen Gourlay | Brigitte Cuypers Helen Gourlay | 1           | 1           |  |  | 1          | Rosie Casals Billie Jean King | 7          | 3                            | 6          |   |   |        |                               |        |        |        |  |
|  | 3           | Lesley Hunt M Navrátilová      | 2                              | 6           | 6           |  |  | 3          | Lesley Hunt M Navrátilová     | 5          | 6                            | 4          |   |   |        |                               |        |        |        |  |
|  |             | Julie Anthony Mona Schallau    | 6                              | 1           | 4           |  |  |            |                               |            |                              |            |   |   | 1      | Rosie Casals Billie Jean King | 7      | 6      | 2      |  |
|  | 4           | Margaret Court Virginia Wade   | 6                              | 2           | 6           |  |  |            |                               | 4          | Margaret Court Virginia Wade | 6          | 7 | 6 |        |                               |        |        |        |  |
|  |             | Julie Heldman Sue Stap         | 4                              | 6           | 3           |  |  | 4          | Margaret Court Virginia Wade  | 6          | 4                            | 7          |   |   |        |                               |        |        |        |  |
|  | 2           | Françoise Dürr Betty Stöve     | 6                              | 4           | 6           |  |  | 2          | Françoise Dürr Betty Stöve    | 2          | 6                            | 5          |   |   |        |                               |        |        |        |  |
|  |             | Laura Dupont Pam Teeguarden    | 3                              | 6           | 3           |  |  |            |                               |            |                              |            |   |   |        |                               |        |        |        |  |